# Glyphodes aurantivittalis
Glyphodes aurantivittalis là một loài bướm đêm trong họ Crambidae.